# Držkov
Držkov (en allemand : Drschke) est une commune du district de Jablonec nad Nisou, dans la région de Liberec, en République tchèque. Sa population s'élevait à 586 habitants en 2021.

## Géographie
Držkov se trouve à 11 km au sud-est de Jablonec nad Nisou, à 20 km au sud-est de Liberec et à 92 km au nord-est de Prague.
La commune est limitée par Zásada au nord-ouest, par Plavy au nord-est, par Zlatá Olešnice à l'est, par Vlastiboř, Jílové u Držkova et Radčice au sud, et par Loužnice au sud-ouest.

## Histoire
La première mention écrite de la localité date de 1352.

## Galerie

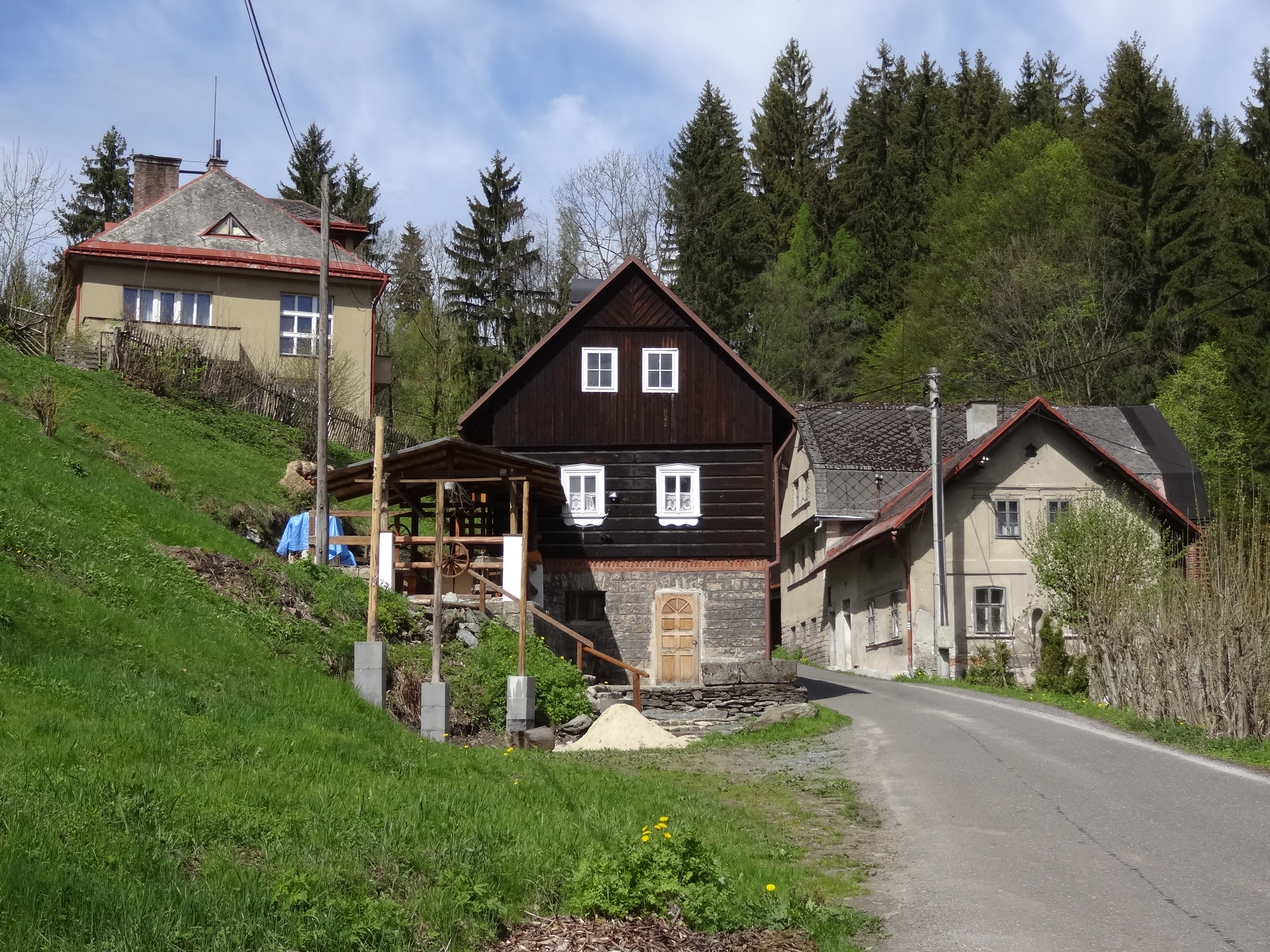
Machlov : rue principale.
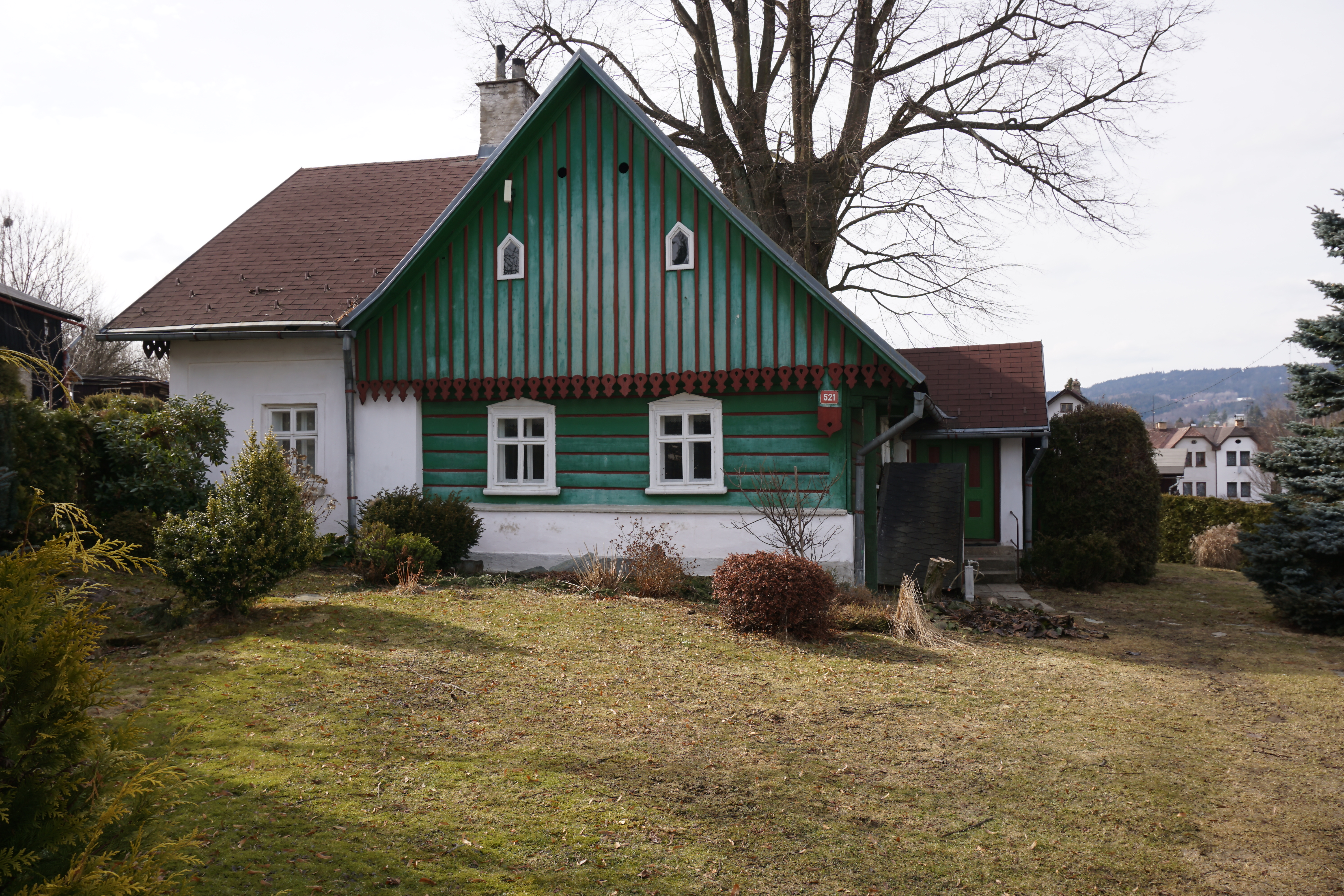
Maison à Držkov.

## Transports
Par la route, Držkov se trouve à 13 km de Jablonec nad Nisou, à 24 km de Liberec et à 112 km du centre de Prague.